# کاخ اومیا
کاخ اومیا (به ژاپنی: 大宮御所 Ōmiya-gosho)، به محل سکونت امپراتریس‌های ژاپن اشاره دارد. Ōmiya به معنای واقعی کلمه به معنای «کاخ بزرگ» است، اما این عنوان یک لقب محترمانه از ملکه مادر/ملکه دواگر  است. نام کاخ اومیا به مکان خاصی مانند اومیا-کو، سایتاما اشاره نمی‌کند.
در تاریخ معاصر، سه کاخ به نام کاخ اومیا وجود دارد:
- Kyoto Ōmiya Palace (京都大宮御所 Kyōto Ōmiya-gosho؟) یا به سادگی کاخ اومیا، در کیوتو در سال ۱۸۶۷ به عنوان محل سکونت آساکو کوجو  همسر امپراتور کومی ساخته شد. این کاخ اکنون به عنوان اقامتگاه خانواده امپراتوری و مهمانان دولتی استفاده می‌شود.[۱]
- Ōmiya Palace (大宮御所 Ōmiya-gosho؟) در آکاساکا محل سکونت امپراتریس تی‌می، همسر امپراتور تایشو بود. پس از مرگ او در کاخ در سال ۱۹۵۱، مکان کاخ به اقامتگاه ولیعهد کاخ توگو تبدیل شد که اکنون توسط ناروهیتو و خانواده‌اش استفاده می‌شود.
- Fukiage Ōmiya Palace (吹上大宮御所 Fukiage Ōmiya-gosho؟) در کاخ امپراتوری توکیو در توکیو در اصل اقامتگاه هیروهیتو و ناگاکو نامیده می‌شد. کاخ. پس از مرگ امپراتور در سال ۱۹۸۹، این کاخ به کاخ فوکیاژ اومیا تغییر نام داد که ملکه دواگر تا زمان مرگش در سال ۲۰۰۰ در آنجا زندگی کرد.[۲]